# کراش باندیکوت سه‌گانه دیوانه‌وار
کراش باندیکوت سه‌گانه دیوانه‌وار (به انگلیسی: Crash Bandicoot N. Sane Trilogy) یک بازی ویدئویی تلفیقی در سبک سکوبازی است که توسط شرکت ویکاریئس ویژنز توسعه یافته و به‌وسیلهٔ اکتیویژن در تاریخ ۳۰ ژوئن سال ۲۰۱۷ برای پلی‌استیشن ۴ و در تاریخ ۲۹ ژوئن ۲۰۱۸ برای نینتندو سوئیچ، مایکروسافت ویندوز و اکس‌باکس وان وارد بازار شد. این بازی متشکل از سه قسمت نخست و ارتقاء یافته از مجموعه بازی‌های کراش باندیکوت شامل کراش باندیکوت، بازگشت انتقام‌جویانه کورتکس و کژیدگی است که همه آن‌ها در ابتدا بوسیلهٔ شرکت ناتی داگ برای کنسول پلی‌استیشن توسعه یافته بودند.